# Daniel von Borries
Daniel von Borries (* 16. April 1965 in Stuttgart) ist ein deutscher Bankkaufmann, Volkswirt und Manager.

## Leben
Borries besuchte von 1975 bis zum Abitur 1983 das private Internat Schule Birklehof in Hinterzarten, anschließend absolvierte er bis 1985 eine Ausbildung zum Bankkaufmann bei der Deutschen Bank. Von 1987 bis 1992 studierte er Volkswirtschaftslehre an der Universität Bonn und schloss sein Studium als Diplom-Volkswirt ab. Von 1993 bis 1998 arbeitete er bei der Deutschen Bank, wo er zuletzt im Stabsbereich Konzernentwicklung in der Zentrale in Frankfurt beschäftigt war. 1997 wurde Borries mit einer Arbeit zum „Design von Kreditverträgen“ an der Universität München promoviert.
1998 wechselte Borries zum Konzern der Münchener Rückversicherungs-Gesellschaft. Zeitweise war er Leiter des Geschäftsbereichs Finanz Konzern, bevor er 2004 Vorstandsmitglied der Ergo Versicherungsgruppe AG mit Zuständigkeit für das Ressort Finanzen und Kapitalanlagen wurde. Als Finanzvorstand verantwortete er die Anlage der Kundengelder bis zum 31. März 2016.
Am 1. Oktober 2007 wurde ihm zusätzlich – als Nachfolger für den in den Ruhestand verabschiedeten Kurt Wolfsdorf – die Verantwortung für das inländische Lebensversicherungsgeschäft übertragen, zeitgleich wurde er Vorstandsvorsitzender der Hamburg-Mannheimer Versicherungs-AG und der Victoria Lebensversicherung AG. Vom 1. Januar 2014 bis zum 14. Januar 2016 war er Vorstandsvorsitzender der Ergo Direkt Versicherungen. Ende März 2016 schied er aus dem Konzern aus. Seit November 2016 leitet er in der deutschen Niederlassung von Swiss Life  als CFO die Bereiche Corporate Controlling, Risikomanagement, Aktuariat und Finanzwesen.
Daniel von Borries ist verheiratet und hat drei Kinder. Er ist seit 1988 Mitglied des Corps Borussia Bonn.